# Клос (Західнопоморське воєводство)
Клос (пол. Kłos) — село в Польщі, у гміні Сянув Кошалінського повіту Західнопоморського воєводства.
Населення — 270 осіб (2011).
У 1975-1998 роках село належало до Кошалінського воєводства.

## Демографія
Демографічна структура станом на 31 березня 2011 року:
|          | Загалом | Допрацездатний вік | Працездатний вік | Постпрацездатний вік |
| -------- | ------- | ------------------ | ---------------- | -------------------- |
| Чоловіки | 130     | 26                 | 96               | 8                    |
| Жінки    | 140     | 28                 | 92               | 20                   |
| Разом    | 270     | 54                 | 188              | 28                   |